# Monumento a san Giovanni Nepomuceno (Milano)
Il monumento a san Giovanni Nepomuceno è una scultura di Giovanni Dugnani posta nel cortile del Castello Sforzesco a Milano.

## Descrizione dell'opera
La scultura in marmo di Candoglia raffigura Giovanni Nepomuceno, presbitero ceco, proclamato santo da papa Benedetto XIII nel 1729. È raffigurato con copricapo e mantello nell'atto di sollevare un crocefisso con la mano destra, verso la quale rivolge lo sguardo. Ai suoi piedi si trova un angioletto che regge una palma del martirio.
Sul basamento è presente la seguente iscrizione che cita anche Annibale Visconti.

## Storia
Poiché san Giovanni Nepomuceno era protettore dell'esercito austriaco, la statua fu innalzata in quella che allora era la piazza d'armi nel Castello Sforzesco.
Il marmo per la realizzazione della statua fu richiesto da Dugnani nel 1727.
Durante la Seconda guerra mondiale, la statua fu gravemente danneggiata dai bombardamenti nel 1943.

## Altre statue
Nelle vie di Milano erano presenti altre due statue dedicate a san Giovanni Nepomuceno, poste presso i navigli, dato che il santo è anche il protettore delle persone in pericolo di annegamento.
- Una statua su un ponte del naviglio di Porta Romana[5] nel 1930 venne trasferita in piazza Andrea Ferrari[6]; danneggiata duranta i bombardamenti del 1943, fu posta nel giardino della Galleria d'Arte Sacra dei Contemporanei.[7]
- Una statua era posta negli archi di Porta orientale[8].